# 埃科泰洛尔姆
埃科泰洛尔姆（法語：Écotay-l'Olme，法語發音：[ekɔtɛ lɔlm]）是法国卢瓦尔省的一个市镇，位于该省西部，属于蒙布里松区。

## 地理
埃科泰洛尔姆（45°35'28"N, 4°3'3"E）面积6.52 平方千米，位于法国奥弗涅-罗讷-阿尔卑斯大区卢瓦尔省，该省份为法国中南部省份，北起顺时针与索恩-卢瓦尔省、罗讷省、伊泽尔省、阿尔代什省、上盧瓦爾省、多姆山省和阿列省接壤。
与埃科泰洛尔姆接壤的市镇（或旧市镇、城区）包括：福雷地区韦里耶尔、巴尔、莱济尼厄、蒙布里松。

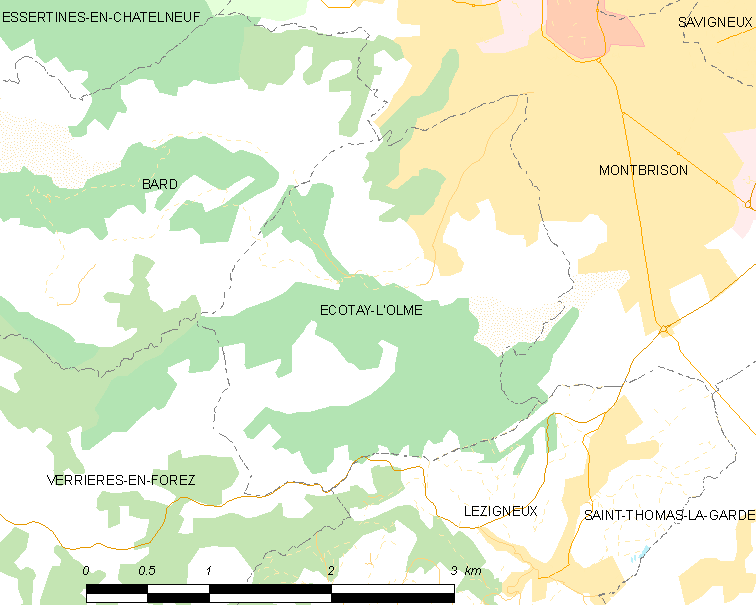
埃科泰洛尔姆的OSM定位图

埃科泰洛尔姆的时区为UTC+01:00、UTC+02:00（夏令时）。

## 行政
埃科泰洛尔姆的邮政编码为42600，INSEE市镇编码为42087。

## 政治
埃科泰洛尔姆所属的省级选区为蒙布里松县。

## 人口

1962-2008年间埃科泰洛尔姆人口变化图示

埃科泰洛尔姆于2022年1月1日时的人口数量为1299人。